# 辛西娅·戈耶特
辛西娅·戈耶特（英語：Cynthia Goyette，1946年8月13日—），美国女子游泳运动员。她曾代表美国参加1964年夏季奥林匹克运动会游泳比赛，获得女子4×100米混合泳接力金牌。